# Passo del Campolungo
Il passo del Campolungo è un valico situato nel Canton Ticino ad una altitudine di 2.318 m s.l.m. nei pressi del pizzo Campolungo.

## Descrizione
È un valico percorribile unicamente a piedi e collega la valle Leventina con la valle Lavizzara.